# Cenotillo
Cenotillo är en kommunhuvudort i Mexiko.   Den ligger i kommunen Cenotillo och delstaten Yucatán, i den östra delen av landet, 1 100 km öster om huvudstaden Mexico City. Cenotillo ligger 24 meter över havet och antalet invånare är 3 176.
Terrängen runt Cenotillo är mycket platt. Runt Cenotillo är det mycket glesbefolkat, med 4 invånare per kvadratkilometer. Cenotillo är det största samhället i trakten. I omgivningarna runt Cenotillo växer i huvudsak lövfällande lövskog.